# Gibbaeum petrense
Gibbaeum petrense là một loài thực vật có hoa trong họ Phiên hạnh. Loài này được (N.E.Br.) Tischler mô tả khoa học đầu tiên năm 1937.